# Kemenesmagasi
Kemenesmagasi je vas na Madžarskem, ki upravno spada pod podregijo Celldömölki Železne županije.